# Højris Mølle
Højris Mølle er en vandmølle ved Sønderup Å, øst for landsbyen  Vegger i Vesthimmerlands Kommune, hvis  historie går tilbage til middelalderen.   På Videnskabernes Selskabs kort fra 1791  kaldes den Høyerus Gd. og M. I 1791 var der mest hede omkring møllen og kun lidt egekrat. Det bakkede hedelandskab var formentligt været bevokset med spredte ege, tjørn og enebær. Højris Mølle ejes af  Danmarks Naturfond, der  købte skov- og engarealerne i 1993. I 2006  købtes også  dambruget neden for møllen og nedlagt  og mølledæmningen er fjernet så Sønderup Ås slyngede forløb i ådalen er genoprettet.
Højris Mølle ligger ved den  15 km lange og 840 hektar store naturfredning af Sønderup Ådal, og ligger i Natura 2000 -område nr. 15 Nibe Bredning, Halkær Ådal og Sønderup Ådal.

## Eksterne kilder og henvisninger
1. ↑  Indvielse af naturgenopretning ved Højris Mølle (Webside ikke længere tilgængelig) dn.dk 6. oktober 2007

- Om Højris Mølle Arkiveret 13. april 2016 hos  Wayback Machine på danmarksnaturfond.dk
- Om fredningen på fredninger.dk

|  | Denne artikel om lokaliteten Højris Mølle kan blive bedre, hvis der indsættes et (bedre) billede. Du kan hjælpe ved at afsøge Wikimedia Commons for et passende billede eller lægge et op på Wikimedia Commons med en af de tilladte licenser og indsætte det i artiklen. |

56°52′46.59″N 9°36′47.51″Ø / 56.8796083°N 9.6131972°Ø